# Thomas Knox (1er comte de Ranfurly)
Pour les articles homonymes, voir Knox.
Thomas Knox, 1er comte de Ranfurly (5 août 1754 – 26 avril 1840) est un noble anglo-irlandais, député au parlement d'Irlande puis du Royaume-Uni.

## Famille
Fils et héritier du gouverneur du comté de Tyrone, Thomas Knox, 1er vicomte Northland, et sa femme, Anne Vesey, sœur du 1er vicomte de Vesci, et devient vicomte (dans la pairie d'Irlande) à la mort de son père en 1818. 
Créé baron Ranfurly de Ramphorlie dans la pairie du Royaume-Uni en 1826, il fait son entrée à la Chambre des lords, avant d'être avancé en 1831 en tant que comte de Ranfurly dans la pairie d'Irlande.